# Шалматов Сисой Зотович
Сисо́й Шалма́тов (Сисой Зотович Шалматов; р.н. невідомий, м. Осташков, Тверська губернія — рік і місце смерті невідомі) — український (за походженням росіянин) різьбяр і скульптор XVIII ст.. 

## Життєвий і творчий шлях
Сисой Шалматов родом із м. Осташкова Тверської губернії.
У майстерні Шалматова було виконано різьблені іконостаси для церков у містах Курську та Бєлгороді.
З 1752 року Сисой Шалматов жив у м. Охтирка (нині Сумська область, Україна), де відкрив майстерню і разом зі своїми підмайстрами різьбив іконостаси для соборів Охтирського (1755—60), Мгарського (1762—65), Лохвицького (1765—70) і Полтавського (1772) монастирів. 
Найцінніший різьблений іконостас і статуї для Покровської церкви в Ромні (1768—75) авторства Шалматова, створені на замовлення кошового Запорізької Січі Петра Калнишевського. 
З пізніх робіт Шалматова — відомі статуї для храму в селищі Чоповичі на Житомирщині (1774—75). 
Ані рік, ані місце смерті Сисоя Шалматова невідомі.

## Роботи і пам'ять
Роботи С.Шалматова, зокрема, для церкви у Чоповичах, виставлені в основній експозиції Національного художнього музею України в Києві.
Творчість Сисоя Шалматова досліджував П. Мусієнко («З далекого минулого», К.: «Мистецтво», ч. 1, 1962). Образ митця створив у своєму історичному романі «Журавлиний крик» сучасний український письменник Р.І. Іваничук.

## Галерея робіт

Скульптура Саваофа, з церкви у Чоповичах, 1774—75, Національний художній музей України
Скульптура апостола, з церкви у Чоповичах, 1774—75, Національний художній музей України